# Lombardia Trophy de 2014
Lombardia Trophy de 2014 foi a sétima edição do Lombardia Trophy, um evento anual de patinação artística no gelo e que fez parte do Challenger Series de 2014–15. A competição foi disputada entre os dias 18 de setembro e 21 de setembro, na cidade de Sesto San Giovanni, Itália.

## Eventos
- Individual masculino
- Individual feminino
- Duplas

## Medalhistas
| Evento                        | Ouro                                            | Prata                                     | Bronze                                  |
| Sênior                        |                                                 |                                           |                                         |
| Individual masculino detalhes | Richard Dornbush · Estados Unidos               | Takahito Mura · Japão                     | Adian Pitkeev · Rússia                  |
| Individual feminino detalhes  | Satoko Miyahara · Japão                         | Hannah Miller · Estados Unidos            | Angela Wang · Estados Unidos            |
| Duplas detalhes               | Haven Denney · Brandon Frazier · Estados Unidos | Bianca Manacorda · Niccolo Macii · Itália | Vera Bazarova · Andrei Deputat · Rússia |
| Júnior                        |                                                 |                                           |                                         |
| Individual masculino detalhes | Kevin Aymoz · França                            | Matteo Rizzo · Itália                     | Petr Kotlařík · República Tcheca        |
| Individual feminino detalhes  | Kailani Craine · Austrália                      | Yoon Eun-su · Coreia do Sul               | Micol Cristini · Itália                 |
| Duplas detalhes               | Renata Oganesian · Mark Bardei · Ucrânia        | Irma Caldara · Edoardo Caputo · Itália    | Eliza Smyth · Jordan Dodds · Austrália  |
| Noviço                        |                                                 |                                           |                                         |
| Individual masculino detalhes | Gabriel Folkesson · Suécia                      | Tomas Llorens Guarino · Espanha           | Daniel Grassl · Itália                  |
| Individual feminino detalhes  | Pauline Wanner · França                         | Shim Kyoung-yeon · Coreia do Sul          | Noemie Carroue · França                 |

## Resultados

### Sênior

#### Individual masculino
| Pos.              | Nome                       | Nacionalidade    | Pontos | PC         | PL         |
| ----------------- | -------------------------- | ---------------- | ------ | ---------- | ---------- |
| Medalha de ouro   | Richard Dornbush           | Estados Unidos   | 237.28 | 79.36 (2)  | 157.92 (1) |
| Medalha de prata  | Takahito Mura              | Japão            | 235.79 | 81.15 (1)  | 154.64 (2) |
| Medalha de bronze | Adian Pitkeev              | Rússia           | 215.90 | 71.60 (5)  | 144.30 (3) |
| 4                 | Grant Hochstein            | Estados Unidos   | 204.37 | 72.92 (3)  | 131.45 (6) |
| 5                 | Moris Kvitelashvili        | Rússia           | 201.14 | 72.12 (4)  | 129.02 (7) |
| 6                 | Michael Christian Martinez | Filipinas        | 199.92 | 67.36 (6)  | 132.56 (5) |
| 7                 | Florent Amodio             | França           | 199.70 | 66.97 (7)  | 132.73 (4) |
| 8                 | Phillip Harris             | Reino Unido      | 184.51 | 63.82 (8)  | 120.69 (8) |
| 9                 | Brendan Kerry              | Austrália        | 166.55 | 54.46 (10) | 112.09 (9) |
| 10                | Alexander Bjelde           | Alemanha         | 154.67 | 61.32 (9)  | 93.35 (11) |
| 11                | Marcus Bjork               | Suécia           | 142.33 | 48.83 (12) | 93.50 (10) |
| 12                | Andrew Dodds               | Austrália        | 136.05 | 49.65 (11) | 86.40 (12) |
| 13                | Lewis Gibson               | Reino Unido      | 130.75 | 34.91 (13) | 86.35 (13) |
| WD                | Albert Muck                | Áustria          | —      | — (WD)     |            |
| WD                | Mario-Rafael Ionian        | Áustria          | —      | — (WD)     |            |
| WD                | Jorik Hendrickx            | Bélgica          | —      | — (WD)     |            |
| WD                | Michal Březina             | República Tcheca | —      | — (WD)     |            |
| WD                | Tomi Pulkkinen             | Finlândia        | —      | — (WD)     |            |
| WD                | Martin Rappe               | Alemanha         | —      | — (WD)     |            |
| WD                | Maverick Eguia             | Filipinas        | —      | — (WD)     |            |
| WD                | Jordan Ju                  | Taipé Chinesa    | —      | — (WD)     |            |

#### Individual feminino
| Pos.              | Nome                       | Nacionalidade    | Pontos | PC         | PL         |
| ----------------- | -------------------------- | ---------------- | ------ | ---------- | ---------- |
| Medalha de ouro   | Satoko Miyahara            | Japão            | 183.90 | 58.12 (1)  | 125.78 (1) |
| Medalha de prata  | Hannah Miller              | Estados Unidos   | 170.26 | 51.43 (7)  | 118.83 (2) |
| Medalha de bronze | Angela Wang                | Estados Unidos   | 160.25 | 54.88 (2)  | 105.37 (3) |
| 4                 | Roberta Rodeghiero         | Itália           | 150.94 | 50.41 (8)  | 100.53 (4) |
| 5                 | Nathalie Weinzierl         | Alemanha         | 148.83 | 51.57 (5)  | 97.08 (5)  |
| 6                 | Joshi Helgesson            | Suécia           | 147.06 | 54.69 (3)  | 92.37 (6)  |
| 7                 | Laurine Lecavelier         | França           | 139.01 | 52.09 (4)  | 86.92 (8)  |
| 8                 | Viktoria Helgesson         | Suécia           | 137.73 | 49.49 (9)  | 88.24 (7)  |
| 9                 | Anais Ventard              | França           | 133.85 | 51.64 (6)  | 82.21 (11) |
| 10                | Ji Hyun Byun               | Coreia do Sul    | 129.08 | 44.97 (10) | 84.11 (9)  |
| 11                | Ioulia Chtchetinina        | Suíça            | 125.96 | 42.02 (12) | 83.94 (10) |
| 12                | Song Joo Chea              | Coreia do Sul    | 120.22 | 40.55 (14) | 79.67 (12) |
| 13                | Chiara Calderone           | Itália           | 111.91 | 42.76 (11) | 69.15 (15) |
| 14                | Kerstin Frank              | Áustria          | 111.69 | 36.58 (16) | 75.11 (13) |
| 15                | Inga Januleviciute         | Lituânia         | 107.82 | 37.06 (15) | 70.76 (14) |
| 16                | Eliska Brezinova           | República Tcheca | 106.69 | 40.57 (13) | 66.12 (16) |
| 17                | Mila Morelissen            | Países Baixos    | 95.56  | 35.35 (17) | 60.21 (17) |
| WD                | Matilde Battagin           | Itália           | —      | — (WD)     |            |
| WD                | Alisson Krystle Perticheto | Filipinas        | —      | — (WD)     |            |
| WD                | Nika Ceric                 | Eslovênia        | —      | — (WD)     |            |
| WD                | Pina Umek                  | Eslovênia        | —      | — (WD)     |            |

#### Duplas
| Pos.              | Nome                               | Nacionalidade  | Pontos | PC        | PL         |
| ----------------- | ---------------------------------- | -------------- | ------ | --------- | ---------- |
| Medalha de ouro   | Haven Denney / Brandon Frazier     | Estados Unidos | 157.80 | 46.94 (2) | 110.86 (1) |
| Medalha de prata  | Bianca Manacorda / Niccolo Macii   | Itália         | 132.80 | 46.50 (3) | 86.30 (2)  |
| Medalha de bronze | Vera Bazarova / Andrei Deputat     | Rússia         | 130.40 | 50.32 (1) | 80.08 (3)  |
| 4                 | Paris Stephens / Matthew Dodds     | Austrália      | 76.20  | 24.56 (4) | 51.64 (4)  |
| WD                | Annabelle Prolls / Ruben Blommaert | Alemanha       | —      | — (WD)    |            |

### Júnior

#### Individual masculino júnior
| Pos.              | Nome                   | Nacionalidade    | Pontos | PC         | PL         |
| ----------------- | ---------------------- | ---------------- | ------ | ---------- | ---------- |
| Medalha de ouro   | Kevin Aymoz            | França           | 142.50 | 55.91 (1)  | 86.59 (2)  |
| Medalha de prata  | Matteo Rizzo           | Itália           | 138.25 | 46.94 (4)  | 91.31 (1)  |
| Medalha de bronze | Petr Kotlařík          | República Tcheca | 135.70 | 49.14 (2)  | 86.56 (3)  |
| 4                 | Carlo Vittorio Palermo | Itália           | 127.12 | 42.09 (6)  | 85.03 (4)  |
| 5                 | Ernesto Martinez       | Espanha          | 122.99 | 42.96 (5)  | 80.03 (6)  |
| 6                 | Adrein Bannister       | Itália           | 122.97 | 47.45 (3)  | 75.52 (7)  |
| 7                 | Simone Cervi           | Itália           | 115.46 | 35.03 (8)  | 80.43 (5)  |
| 8                 | Alexander Maszljanko   | Hungria          | 106.16 | 33.66 (9)  | 72.50 (8)  |
| 9                 | Johannes Maiehofer     | Áustria          | 98.31  | 35.74 (7)  | 62.57 (9)  |
| 10                | Michel Tsiba           | Países Baixos    | 91.64  | 30.69 (10) | 60.95 (10) |
| WD                | Manuel Drechsler       | Áustria          | —      | — (WD)     |            |
| WD                | Simon Gabriel Ionian   | Áustria          | —      | — (WD)     |            |
| WD                | Aleix Gabara           | Espanha          | —      | — (WD)     |            |
| WD                | Daniel Naurits         | França           | —      | — (WD)     |            |
| WD                | Catalin Dimitrescu     | Alemanha         | —      | — (WD)     |            |
| WD                | Marco Zandron          | Itália           | —      | — (WD)     |            |
| WD                | Byun Se-jong           | Coreia do Sul    | —      | — (WD)     |            |

#### Individual feminino júnior
| Pos.              | Nome               | Nacionalidade | Pontos | PC         | PL         |
| ----------------- | ------------------ | ------------- | ------ | ---------- | ---------- |
| Medalha de ouro   | Kailani Craine     | Austrália     | 128.22 | 47.76 (1)  | 80.46 (2)  |
| Medalha de prata  | Yoon Eun-su        | Coreia do Sul | 125.63 | 42.86 (3)  | 82.77 (1)  |
| Medalha de bronze | Micol Cristini     | Itália        | 113.50 | 38.03 (4)  | 75.47 (3)  |
| 4                 | Nadjma Mahamoud    | França        | 112.33 | 44.07 (2)  | 68.26 (4)  |
| 5                 | Marina Popov       | França        | 98.28  | 32.81 (9)  | 65.47 (5)  |
| 6                 | Louise Jensen      | Suécia        | 93.86  | 33.04 (8)  | 60.82 (7)  |
| 7                 | Victoria Englund   | Suécia        | 92.72  | 34.93 (6)  | 57.79 (9)  |
| 8                 | Ceciliane Hartmann | Singapura     | 91.30  | 35.03 (5)  | 56.27 (10) |
| 9                 | Kalina Lewicka     | Alemanha      | 90.33  | 28.95 (13) | 61.38 (6)  |
| 10                | Kristina Isaev     | Alemanha      | 90.02  | 34.09 (7)  | 55.93 (11) |
| 11                | Martina Manzo      | Itália        | 84.39  | 30.70 (12) | 53.69 (13) |
| 12                | Lana Bagen         | Reino Unido   | 84.08  | 31.31 (11) | 52.77 (14) |
| 13                | Julia Batori       | Hungria       | 83.49  | 25.40 (17) | 58.09 (8)  |
| 14                | Fruzsina Medgyesi  | Hungria       | 82.80  | 28.60 (15) | 54.20 (12) |
| 15                | Joanna So          | Hong Kong     | 80.67  | 31.38 (10) | 49.29 (15) |
| 16                | Martina Rota       | Itália        | 71.04  | 27.69 (16) | 43.35 (16) |
| WD                | Rebecca Ghilardi   | Itália        | —      | 28.86 (14) | — (WD)     |
| WD                | Amina Gohm         | Áustria       | —      | — (WD)     |            |
| WD                | Loena Hendrickx    | Bélgica       | —      | — (WD)     |            |
| WD                | Natalja Gordeeva   | Estônia       | —      | — (WD)     |            |

#### Duplas júnior
| Pos.              | Nome                           | Nacionalidade | Pontos | DC        | DL        |
| ----------------- | ------------------------------ | ------------- | ------ | --------- | --------- |
| Medalha de ouro   | Renata Oganesian / Mark Bardei | Ucrânia       | 135.20 | 45.02 (1) | 49.62 (1) |
| Medalha de prata  | Irma Caldara / Edoardo Caputo  | Itália        | 83.30  | 33.14 (2) | 50.16 (2) |
| Medalha de bronze | Eliza Smyth / Jordan Dodds     | Austrália     | 77.26  | 27.64 (3) | 90.18 (3) |

### Noviço

#### Individual masculino noviço
| Pos.              | Nome                  | Nacionalidade | Pontos | PC        | PL        |
| ----------------- | --------------------- | ------------- | ------ | --------- | --------- |
| Medalha de ouro   | Gabriel Folkesson     | Suécia        | 100.40 | 36.98 (1) | 63.42 (1) |
| Medalha de prata  | Tomas Llorens Guarino | Espanha       | 93.64  | 33.69 (2) | 59.95 (2) |
| Medalha de bronze | Daniel Grassl         | Itália        | 74.24  | 27.22 (4) | 47.02 (3) |
| 4                 | Theo Julian           | França        | 73.48  | 27.61 (3) | 45.87 (4) |
| 5                 | Gaizka Madejon        | Espanha       | 65.40  | 24.85 (5) | 40.55 (5) |

#### Individual feminino noviço
| Pos.              | Nome                  | Nacionalidade | Pontos | PC         | PL         |
| ----------------- | --------------------- | ------------- | ------ | ---------- | ---------- |
| Medalha de ouro   | Pauline Wanner        | França        | 99.09  | 32.32 (1)  | 66.77 (1)  |
| Medalha de prata  | Shim Kyoung-yeon      | Coreia do Sul | 83.05  | 21.69 (4)  | 31.64 (2)  |
| Medalha de bronze | Noemie Carroue        | França        | 82.19  | 18.12 (3)  | 34.19 (3)  |
| 4                 | Maggie Hills          | Suécia        | 81.34  | 15.14 (2)  | 36.83 (4)  |
| 5                 | Francesca Capomolla   | Itália        | 78.24  | 23.53 (5)  | 39.48 (5)  |
| 6                 | Celine Leonie Weiss   | Áustria       | 73.31  | 23.55 (6)  | 42.50 (7)  |
| 7                 | Alisa Stomakhina      | Áustria       | 72.54  | 25.26 (13) | 40.55 (6)  |
| 8                 | Greta Lupatelli       | Itália        | 70.30  | 25.11 (11) | 42.63 (8)  |
| 9                 | Tullia Maria Trevisan | Itália        | 69.91  | 23.65 (7)  | 44.14 (11) |
| 10                | Martina Mancusi       | Itália        | 69.28  | 24.00 (9)  | 43.52 (10) |
| 11                | Oceane Glesser        | França        | 67.93  | 27.14 (15) | 43.37 (9)  |
| 12                | Joelle Nasheim        | Áustria       | 67.89  | 23.77 (8)  | 45.36 (13) |
| 13                | Elisabetta Leccardi   | Itália        | 67.37  | 25.14 (12) | 44.38 (12) |
| 14                | Valentina Matos       | Espanha       | 66.15  | 26.39 (14) | 46.17 (14) |
| 15                | Evgenia Abramova      | Áustria       | 65.66  | 24.94 (10) | 48.77 (15) |
| 16                | Julia Willnauer       | Áustria       | 63.01  | 28.04 (16) | 50.20 (16) |
| 17                | Gaia Maiorano         | Itália        | 58.52  | 29.19 (17) | 50.49 (17) |
| 18                | Marta Martin          | Espanha       | 52.31  | 30.73 (18) | 51.46 (18) |
| 19                | Monica Carratala      | Espanha       | 46.78  | 30.85 (19) | 53.86 (19) |

## Quadro de medalhas
Sênior
| Ordem | País           | Medalha de ouro | Medalha de prata | Medalha de bronze |   | Ordem por total |
| ----- | -------------- | --------------- | ---------------- | ----------------- | - | --------------- |
| 1     | Estados Unidos | 2               | 1                | 1                 | 4 | 1               |
| 2     | Japão          | 1               | 1                |                   | 2 | 2               |
| 3     | Itália         |                 | 1                |                   | 1 | 4               |
| 4     | Rússia         |                 |                  | 2                 | 2 | 2               |
| TOTAL | TOTAL          | 3               | 3                | 3                 | 9 | —               |

Geral
| Ordem | País             | Medalha de ouro | Medalha de prata | Medalha de bronze |    | Ordem por total |
| ----- | ---------------- | --------------- | ---------------- | ----------------- | -- | --------------- |
| 1     | Estados Unidos   | 2               | 1                | 1                 | 4  | 2               |
| 2     | França           | 2               |                  | 1                 | 3  | 3               |
| 3     | Japão            | 1               | 1                |                   | 2  | 4               |
| 4     | Austrália        | 1               |                  | 1                 | 2  | 4               |
| 5     | Suécia           | 1               |                  |                   | 1  | 8               |
| 5     | Ucrânia          | 1               |                  |                   | 1  | 8               |
| 7     | Itália           |                 | 3                | 2                 | 5  | 1               |
| 8     | Coreia do Sul    |                 | 2                |                   | 2  | 4               |
| 9     | Espanha          |                 | 1                |                   | 1  | 8               |
| 10    | Rússia           |                 |                  | 2                 | 2  | 4               |
| 11    | República Tcheca |                 |                  | 1                 | 1  | 8               |
| TOTAL | TOTAL            | 8               | 8                | 8                 | 24 | —               |